# 海事博物館 (マレーシア)

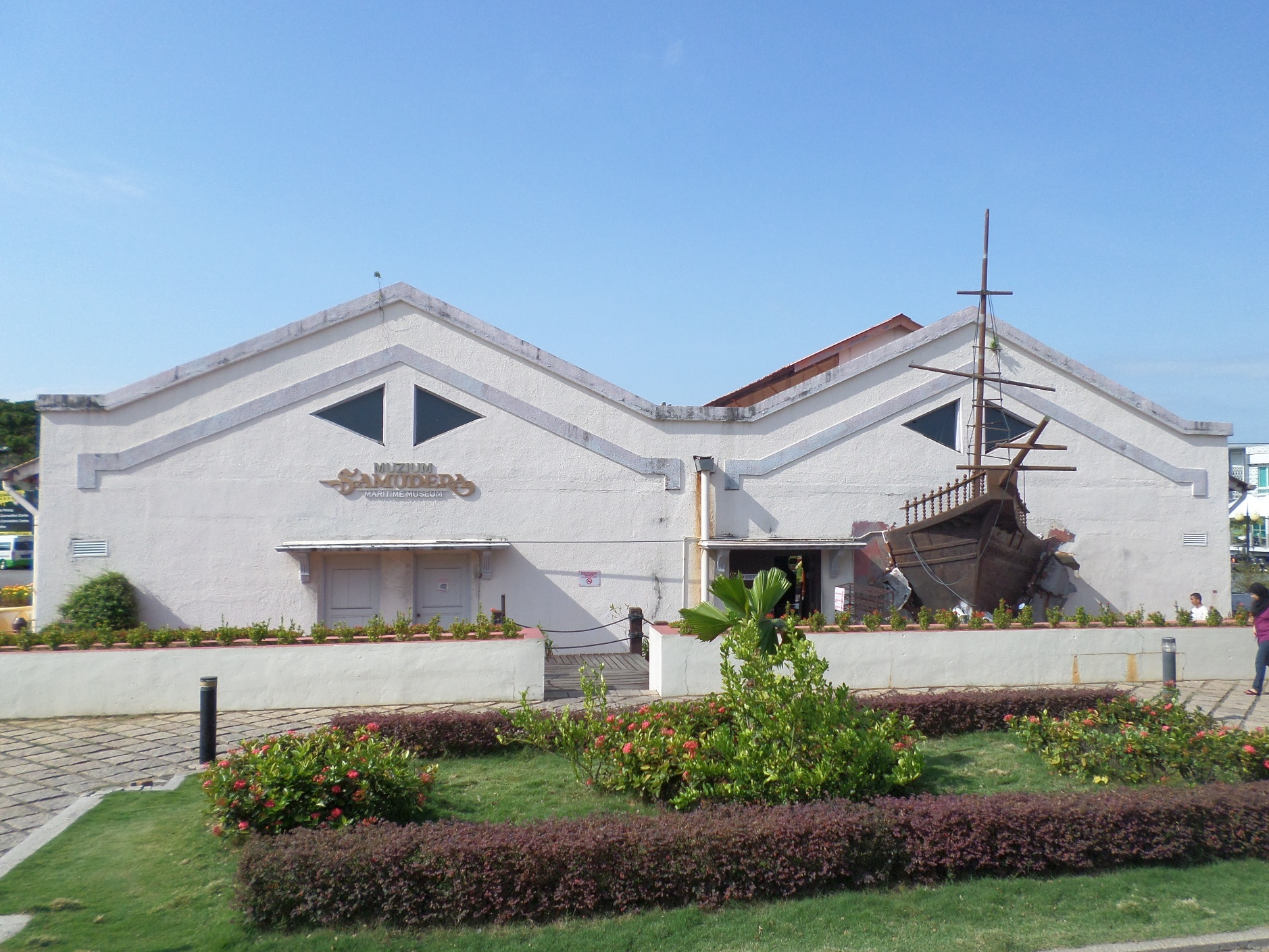
海事博物館

海事博物館（英語: Maritime Museum、マレー語: Muzium Samudera）は、マレーシアのムラカ州ムラカにある博物館である。毎月の訪問者が2万人ほどの、ムラカを代表する博物館である。

## 沿革
海事博物館は1990年は初めから開館していたが、1994年7月13日に、当時の首相であったマハティール・ビン・モハマドの名のもと、公式に一般に向けて公開された。1998年5月23日には、州観光文化環境委員会の委員であった傅潤添によって、旧ガスリービルを活用した博物館がオープンした。

## 展示
博物館のメインとなる展示は、高さ34m、長さ36m、幅8mのフロール・デ・ラマール号のレプリカである。これ以外にも、ムラカの黄金時代における発掘品や文書を展示しており、地域の海洋支配において、ムラカの政治権力がいかに重要であったかを示している。また、ムラカの初期から、植民地時代、独立にかけての貿易によるつながりについても展示されている。

## 開館時間
博物館は、毎日午前9時から午後5時まで開館している。また、金曜日、土曜日、日曜日は、午後8時30分まで開館する。